# Heliodoxa xanthogonys
Heliodoxa xanthogonys là một loài chim trong họ Trochilidae.